# Progress MS-1
Progress MS-1 (ryska: Прогресс МС-1) eller som NASA kallar den, Progress 62 eller 62P, är en rysk obemannad rymdfarkost som levererat förnödenheter, syre, vatten och bränsle till Internationella rymdstationen (ISS). Farkosten sköts upp från Kosmodromen i Bajkonur, med en Sojuz-2.1a-raket, den 21 december 2015. Den dockade med rymdstationen den 23 december 2015. Den 1 juli 2016 genomfördes ett test av farkostens dockningssystem. Den lämnade stationen den 2 juli 2016 och brann upp i jordens atmosfär dagen därpå.

### Fotnoter
1. ↑  ”NASA Space Science Data Coordinated Archive” (på engelska). NASA. https://nssdc.gsfc.nasa.gov/nmc/spacecraft/display.action?id=2015-080A. Läst 1 mars 2020.
2. ↑  Manned Astronautics - Figures & Facts Arkiverad 15 mars 2017 hämtat från the Wayback Machine., läst 14 mars 2017.
3. 1 2 3 4  russianspaceweb.com Arkiverad 6 juli 2016 hämtat från the Wayback Machine., läst 19 juli 2016.